# Klavaro
Klavaro est un logiciel libre d'apprentissage de la dactylographie.
Le nom Klavaro (clavier) est emprunté à l'espéranto.

## Fonctionnalités
Il permet d'apprendre et/ou d'améliorer sa précision et sa vitesse de frappe avec les dispositions de clavier azerty, bépo et autres,. Des dispositions personnalisées peuvent également être ajoutées.
Klavaro comprend 4 types de cours, outre la leçon qui explique comment taper correctement :
- Le cours de base, basé sur des répétitions de caractères ciblés sur certains doigts
- Le cours d'adaptabilité, qui présente des caractères aléatoires, en favorisant les caractères qui posent le plus problème à l'utilisateur, soit en matière d'erreurs, soit en matière de vitesse[5]
- Le cours de vitesse, basé sur des mots réels disposés de façon aléatoire
- Le cours de fluidité, basé sur de vraies phrases, ce qui ajoute une difficulté

## Caractéristiques
Le logiciel, basé sur GTK+, est disponible sous GNU/Linux et sous Windows.